# Petrov nad Desnou
Petrov nad Desnou település Csehországban, Šumperki járásban. Petrov nad Desnou Vikýřovice, Velké Losiny, Rapotín és Sobotín településekkel határos. Lakosainak száma 1217 fő (2024. január 1.).

## Népesség
A település lakosságának változását az alábbi diagram mutatja:
| Lakosok száma | 1795 | 1793 | 1594 | 1161 | 1211 | 1261 | 1185 | 1224 | 1230 | 1217 |
|               | 1869 | 1890 | 1921 | 1950 | 1980 | 2001 | 2017 | 2019 | 2022 | 2024 |